# Баблер дроздовий
Баблер дроздовий (Illadopsis turdina) — вид горобцеподібних птахів родини Pellorneidae. Мешкає в Центральній Африці.

## Підвиди
Виділяють три підвиди:
- I. t. harterti (Grote, 1921) — центральний Камерун;
- I. t. turdina (Hartlaub, 1883) — Південний Судан і північний схід ДР Конго;
- I. t. upembae (Verheyen, 1951) — південний схід ДР Конго, східна Ангола і північно-західна Замбія.

## Поширення і екологія
Дроздові баблери мешкають в Демократичній Республіці Конго, Камеруні, Анголі, Центральноафриканській Республіці, Замбії і Південному Судані. Вони живуть у вологих рівнинних тропічних лісах і чагарникових заростях поблизу води.